# باشگاه فوتبال جیونگنام
باشگاه فوتبال جیونگنام (به کره‌ای: 경남 FC) یک باشگاه فوتبال در شهر چانگ‌وون ایالت استان جیونگسانگنام جنوبی در کشور کره جنوبی می‌باشد که در کی لیگ بازی می‌کند.
این باشگاه در سال ۲۰۰۶ تأسیس شده‌است.